# Асатеаго
Асатеаго (на английски: Assateague) е северноамериканско индианско племе, което през 17 век живее по източната страна на полуостров Делмарва, главно в района на Чинкотеаго Бей. Подразделят се на няколко субплемена – манаксонс, моругуаик, мацокин, куикуашкекаскуик и уачетак. След 1662 г. колонията Мериленд им дава 5 резервата по река Покомоке. След 1740 г. повечето асатеаго се присъединяват към ирокезите на Саскуехана Ривър. Тези, които остават в родината си се преместват в резервата Чоптанк, където престояват до 1798 г. Други се установяват в резервата Индиън Ривър, който обаче е продаден през 1744 г. Постепенно асатеаго се смесват с бялото и цветнокожо население на региона и изчезват от историята.